# Droga I/78 (Słowacja)
Droga krajowa 78 (słow. Cesta I/78) – droga krajowa I kategorii w północnej Słowacji. Jedno-jezdniowa arteria łączy Oravský Podzámok z dawnym przejściem granicznym z Polską. Droga prowadzi przez leżącą nad Jeziorem Orawskim miejscowość Námestovo. W przeszłości była drogą II kategorii i posiadała numer 521.